# Tim Reid
Timothy L. Reid (Norfolk, Virginia; 19 de diciembre de 1944), más conocido como Tim Reid, es un actor, director de cine y comediante estadounidense. Es conocido por sus papeles en series como WKRP in Cincinnati (1978-1982), Simon & Simon (1983-1987), Sister, Sister (1994-1999) y That '70s Show (2004-2006). Reid protagonizó además la serie de la CBS Frank's Place.

## Primeros años
Tim Reid nació en Norfolk, Virginia, y creció en el área de Chesapeake, Virginia, antes condado de Norfolk, Virginia. Es hijo de Agustine y William Lee Reid. Obtuvo su Licenciatura de Administración de Empresas en la Norfolk State Collage en 1968. Reid también se convirtió en un miembro de la fraternidad Alpha Phi Alpha. Después de graduarse, fue contratado por Dupont Corportation, donde trabajó durante tres años.

## Como director
Reid ha dirigido varios programas de televisión, así como la película Once Upon a Time... When We Were Colored, basada en una novela de Clifton L. Taulbert. Dirigió un programa de televisión para niños llamado Bobobobs, que se emitió a finales de los años ochenta. Reid fue además el creador de Stop the Madness, un video que abogaba contra el uso de drogas.

## Vida personal
En 1967 Tim Reid se casó con Rita Reid. La pareja se divorció el 9 de mayo de 1980. Juntos tuvieron dos hijos: Tim Reid II (nacido en 1968) y Tori Reid (nacida en 1971). Desde el 4 de diciembre de 1982 está casado con la también actriz Daphne Maxwell Reid. Fue nombrado a la junta de directores del Centro de la Guerra Civil de Estados Unidos en julio de 2011 en Tredegar Iron Works. El 10 de mayo de 2014, recibió un doctorado honorífico VCU por sus muchas contribuciones destacadas y distinguidas.